# Mateusz Lisiecki-Waligórski
Mateusz Lisiecki-Waligórski (ur. 1987) – polski aktor teatralny i filmowy.

## Życiorys

### Wykształcenie
W 2006 roku ukończył II Liceum Ogólnokształcące im. Stefana Batorego w Warszawie. Jest absolwentem Akademii Teatralnej w Warszawie, którą ukończył w 2010 roku .

### Kariera
Pierwszy raz stanął na scenie jako 5-latek, grając autystycznego chłopca w „Nie trać nadziei” w Teatrze Ochoty w Warszawie. 
Zaraz po studiach zadebiutował w Teatrze 6.piętro w spektaklu „Maszyna do Liczenia” i z tym teatrem był związany przez 5 lat, partnerując m.in. Andrzejowi Grabowskiemu w „Chorym z urojenia”. Od 2013 roku jest związany z Teatrem Nowym w Zabrzu.

## Życie prywatne
2 września 2016 poślubił aktorke Magdalenę Waligórską-Lisiecką. Ceremonia odbyła się w Rzymie. Po ślubie przyjęli podwójne nazwiska. Mają dwoje dzieci, Piotra (ur. 18 lipca 2017) i Natalię (ur. 17 maja 2019).

## Filmografia
- 2023: Informacja zwrotna (serial telewizyjny) jako Kuba